# Friederike Mayröcker
Friederike Mayröcker (Bécs, 1924. december 20. – Bécs, 2021. június 4.) osztrák költő, író.

## Életpályája
1946–1969 között angoltanárként dolgozott különböző bécsi iskolákban, mielőtt főállású szabadúszó íróvá vált volna.

### Munkássága
Első irodalmi műveit 15 éves korában írta, alkotásai először 1946-ban jelentek meg a Plan című lapban. Az egyik legjelentősebb német nyelvű kortárs szerzőként tartották számon, elsősorban költőként kifejtett tevékenysége miatt.

## Magánélete
1954–2000 között Ernst Jandl osztrák költő, író élettársa volt, akivel részben együtt is alkotott. Összesen négy közös rádiójátékuk jelent meg az évek során.
2008-ban Das Schreiben & das Schweigen címmel dokumentumfilm készült róla.

## Fontosabb művei
- Gesammelte Prosa 1949–2001, 2001
- Magische Blätter I-V, 2001
- Requiem für Ernst Jandl, 2001
- Mein Arbeitstirol – Gedichte 1996–2001, 2003
- Die kommunizierenden Gefäße, 2003
- Sinclair Sofokles der Baby-Saurier, 2004
- Gesammelte Gedichte 1939–2003, 2005
- Und ich schüttelte einen Liebling, 2005

### Magyarul megjelent műve
- Utazás az éjszakán át; ford. Csordás Gábor; Jelenkor, Pécs, 1999